# Municipio de Upper Mifflin
El municipio de Upper Mifflin (en inglés: Upper Mifflin Township) es un municipio ubicado en el condado de Cumberland en el estado estadounidense de Pensilvania. En el año 2000 tenía una población de 1.347 habitantes y una densidad poblacional de 23.8 personas por km².

## Geografía
El municipio de Upper Mifflin se encuentra ubicado en las coordenadas 40°12′00″N 77°27′59″O / 40.20000, -77.46639.

## Demografía
Según la Oficina del Censo en 2000 los ingresos medios por hogar en la localidad eran de $45,114 y los ingresos medios por familia eran de $46,176. Los hombres tenían unos ingresos medios de $31,581 frente a los $21,734 para las mujeres. La renta per cápita de la localidad era de $15,660. Alrededor del 8,7% de la población estaba por debajo del umbral de pobreza.